# La Passe du diable
La Passe du Diable és una pel·lícula francesa codirigida per Jacques Dupont i Pierre Schoendoerffer, estrenada el 1956.

## Argument
Mentre el seu germà gran Mokhi es nega a portar-lo al gran joc de buzkashi a Kabul, en el qual participarà per representar la província de Kataghan, el jove Rahim decideix tornar pels seus propis mitjans. Guiat per l'àngel de la mort, Azrael, Rahim arriba amb dificultat a Kabul. Allà, humiliat per un altre genet, Ouroz, Rahim rosega la circumferència del cavall d'aquest últim. Però és en Mokhi qui munta el cavall. Corrent a avisar-lo quan ha començat el joc, el nen mor trepitjat pels genets, mentre Mokhi guanya el buzkashi sense que la corretja hagi cedit.

## Repartiment
- Jean Négroni : Narrador
- Mokhi
- Uroz
- Azra
- Rhalil
- Rahim

## Producció
Filmada el 1956 a l'Afganistan, sobre el tema de buzkashi, amb genets locals en els papers principals, la pel·lícula es va estrenar el 1956 en festivals, no es va llançar comercialment fins al 1958 i el llançament comercial francès no va ser efectiu fins al 1959. Jacques Dupont és el director de la pel·lícula, en col·laboració amb Pierre Schoendoerffer, en un guió i diàlegs de Joseph Kessel. Després de graduar-se a l'IDHEC el 1945, Dupont ja tenia una sòlida experiència en el cinema en terrenys difícils, sobretot amb Crèvecœur (1955), una pel·lícula rodada amb el Batalló Francès de Corea, els voluntaris del qual van jugar el seu propi paper mentre lluitaven. A La Passe du Diable, Schoendoerffer només era el seu segon al comandament, perquè mai abans havia dirigit llargmetratges.
L'escriptor i periodista Joseph Kessel és l'origen d'aquesta pel·lícula. De fet, es va fer amic del jove Pierre Schoendoerffer durant un informe anterior a Birmània, al rastre de les pedres precioses. Schoendoerffer, que ja té una carrera molt aventurera, somia amb ser cineasta. Kessel pensa en un viatge a les estepes de l'Afganistan però es troba amb una nova realitat: els grans diaris ja no financen l'enviament d'un periodista durant mesos a l'altra punta del globus. La millor excusa que es troba per finançar una llarga expedició és el rodatge d'una pel·lícula. Kessel va convèncer Georges de Beauregard, un jove productor amb un futur brillant (més tard produiria A bout de Souffle, Le Mépris, Lola, Doulos, o fins i tot Le Crabe tambour), per unir-se al projecte. Més difícil era aconseguir el suport del Centre national du cinéma et de l'image animée francès, que es mostrava reticent a permetre que Kessel i Schoendoerffer fessin la seva primera obra sense experiència. La immensa fama de Kessel va ajudar a persuadir la institució, la qual cosa, tanmateix, va requerir que el duet fos "acompanyat" per Jacques Dupont, un experimentat director.
La història de Kessel Le Jeu du roi ambientada a l'Afganistan, narra la gènesi i el rodatge d'aquesta pel·lícula. Pel que fa a la seva obra mestra, Les cavaliers (que va ser adaptada per al cinema el 1971 a la pel·lícula Els genets de John Frankenheimer, amb Omar Sharif i Jack Palance), arrela fort a l'Afganistan del qual s'enamora bojament, i narra l'èpica sublim d'alguns Txopendoz, genets de buzkashi. Les diferents històries que Joseph Kessel dibuixa del viatge porten els primers turistes a descobrir aquest regne pacífic i acollidor, vencedor del domini britànic i que encara no ha viscut la invasió soviètica.

## Premis i distincions
- 8è Festival Internacional de Cinema de Berlín (1958): premi del Senat de Berlín per a l'Educació Popular, nominat a la categoria Millor llargmetratge documental o cultural.[3]
- Premi Pellmann
- "És..., bé, la teva pel·lícula és repugnant". Comentaris de Jean-Luc Godard fets davant el personal de Fox a la preprojecció de la pel·lícula, relatats per Georges de Beauregard, que afegeix: "Així que la nostra amistat va néixer d'aquí".[4]